# Serica suturalis
Serica suturalis är en skalbaggsart som beskrevs av Shuhei Nomura 1974. Serica suturalis ingår i släktet Serica och familjen Melolonthidae. Inga underarter finns listade i Catalogue of Life.